# Antonio Cendrero Uceda
Antonio Cendrero Uceda (Madrid, el 3 d'octubre de 1941) és un geòleg espanyol, acadèmic de la Reial Acadèmia de Ciències Exactes, Físiques i Naturals.

## Biografia
El 1965 es llicencià en geologia a la Universitat Complutense de Madrid, en la que es va doctorar el 1970 amb premi extraordinari. De 1975 a 1975 fou investigador del CSIC. El 1972 fou nomenat professor agregat de la Universitat de Cantàbria, de la que en fou director de l'Institut de Ciències de l'Educació de 1973 a 1978. De 1983 a 1986 fou vicerector de la Universitat Internacional Menéndez Pelayo i el 1995 fou professor visitant de la Universitat Autònoma de la Baixa Califòrnia. Actualment és catedràtic de geodinàmica externa a la Universitat de Cantàbria. En 2002 fou nomenat professor emèrit de la Universitat Nacional de La Plata.
Ha escrit nombrosos articles sobre anàlisi, avaluació, planificació, gestió i cartografia geoambiental. També ha fet conferències sobre l'anàlisi i avaluació de riscos geomorfològics i litorals, influència de les activitats humanes en els processos de la superfície terrestre, la influència dels processos geomorfològics en el canvi global, i els indicadors i índexs ambientals per al diagnòstic de la qualitat ambiental i la sostenibilitat. En 2000 fou nomenat acadèmic de la Reial Acadèmia de Ciències Exactes, Físiques i Naturals, en la que va ingressar el 2003 amb el discurs De la comprensión de la Historia de la Tierra al análisis y predicción de las interacciones entre seres humanos y medio natural.